# Saison 2 de Boss
Chronologie
Saison 1
Cet article présente la deuxième saison de la série télévisée Boss.

## Distribution
- Kelsey Grammer : Tom Kane
- Connie Nielsen : Meredith Kane
- Hannah Ware : Emma Kane
- Jeff Hephner : Ben Zajac
- Kathleen Robertson : Kitty O'Neill
- Troy Garity : Sam Miller
- Rotimi : Darius Morrison
- Jonathan Groff : Ian Todd
- Tip "T.I." Harris : Trey
- Sanaa Lathan : Mona Fredricks

## Liste des épisodes
1. Louder Than Words
2. Through and Through
3. Ablution
4. Redemption
5. Mania
6. Backflash
7. The Conversation
8. Consequence
9. Clinch
10. True Enough

### Épisode 1: Plus fort que les mots (Louder Than Words)
- États-Unis : 17 août 2012

- États-Unis : 317 000 téléspectateurs[1]

- Daniel J. Travanti : Gerald "Babe" McGantry
- Francis Guinan : Gouverneur McCall Cullen
- Amy Morton : Catherine Walsh
- Karen Aldridge : Dr. Ella Harris
- James Vincent Meredith : Alderman Ross
- Danny Goldring : Ryan Kavanaugh
- Tony Mockus : Maire Rutledge
- Isabel Liss : Alderman Diana Vukovich
- Nicole Forester : Maggie Zajac
- Martin Donovan : Ezra Stone

### Épisode 2: Entre la vie et la mort (Through and Through)
- États-Unis : 24 août 2012

- États-Unis : 229 000 téléspectateurs[2]

- Daniel J. Travanti : Gerald "Babe" McGantry
- Karen Aldridge : Dr. Ella Harris
- James Vincent Meredith : Alderman Ross
- Danny Goldring : Ryan Kavanaugh
- Tim Decker : Ronnie Moretti
- Isabel Liss : Alderman Diana Vukovich
- Nicole Forester : Maggie Zajac
- Martin Donovan : Ezra Stone

### Épisode 3: Ablutions (Ablution)
- États-Unis : 31 août 2012

- États-Unis : 371 000 téléspectateurs[3]

- Daniel J. Travanti : Gerald "Babe" McGantry
- Amy Morton : Sénatrice Catherine Walsh
- Karen Aldridge : Dr. Ella Harris
- James Vincent Meredith : Alderman Ross
- John Hoogenakker : District Attorney Doyle
- Tony Mockus : Maire Rutledge
- Nicole Forester : Maggie Zajac
- Martin Donovan : Ezra Stone

### Épisode 4: Réflexe (Redemption)
- États-Unis : 7 septembre 2012

- États-Unis : 387 000 téléspectateurs[4]

- Daniel J. Travanti : Gerald "Babe" McGantry
- Amy Morton : Sénatrice Catherine Walsh
- John Hoogenakker : District Attorney Doyle
- James Vincent Meredith : Alderman Ross
- Danny Goldring : Ryan Kavanaugh
- Nicole Forester : Maggie Zajac
- Martin Donovan : Ezra Stone

### Épisode 5: Maniaque (Mania)
- États-Unis : 14 septembre 2012

- États-Unis : 382 000 téléspectateurs[5]

- Amy Morton : Sénatrice Catherine Walsh
- Karen Aldridge : Dr. Ella Harris
- John Hoogenakker : State's Attorney Doyle
- Tony Mockus : Maire Rutledge
- Nicole Forester : Maggie Zajac
- Martin Donovan : Ezra Stone

### Épisode 6: Émeutes (Backflash)
- États-Unis : 21 septembre 2012

- États-Unis : 409 000 téléspectateurs[6]

- Amy Morton : Sénatrice Catherine Walsh
- Francis Guinan : Gouverneur McCall Cullen
- Chelcie Ross : Superintendent Jim Royczyk
- James Vincent Meredith : Alderman Ross
- Tim Decker : Ronnie Moretti
- Tony Mockus : Maire Rutledge
- Coburn Goss : Dr. Laurent
- Martin Donovan : Ezra Stone

### Épisode 7: La conversation (The Conversation)
- États-Unis : 28 septembre 2012

- États-Unis : 312 000 téléspectateurs[7]

- Amy Morton : Sénatrice Catherine Walsh
- Daniel J. Travanti : Gerald "Babe" McGantry
- Francis Guinan : Gouverneur McCall Cullen
- Karen Aldridge : Dr. Ella Harris
- Chelcie Ross : Superintendent Royczyk
- Marin Ireland : Claire Mann
- James Vincent Meredith : Alderman Ross
- John Hoogenakker : State's Attorney Jeff Doyle
- Danny Goldring : Ryan Kavanaugh
- Tony Mockus : Maire Rutledge

### Épisode 8: On récolte ce que l'on sème (Consequence)
- États-Unis : 5 octobre 2012

- États-Unis : 436 000 téléspectateurs[8]

- Amy Morton : Sénatrice Catherine Walsh
- Daniel J. Travanti : Gerald "Babe" McGantry
- Francis Guinan : Gouverneur McCall Cullen
- Karen Aldridge : Dr. Ella Harris
- Marin Ireland : Claire Mann
- James Vincent Meredith : Alderman Ross
- John Hoogenakker : State's Attorney Jeff Doyle
- Tony Mockus : Mayor Rutledge
- Nicole Forester : Maggie Zajac

### Épisode 9: Pris au piège (Clinch)
- États-Unis : 12 octobre 2012

- États-Unis : 340 000 téléspectateurs[9]

- Amy Morton : Sénatrice Catherine Walsh
- Daniel J. Travanti : Gerald "Babe" McGantry
- Francis Guinan : Gouverneur McCall Cullen
- Gil Bellows : Vacarre
- James Vincent Meredith : Alderman Ross
- John Hoogenakker : State's Attorney Jeff Doyle
- Marin Ireland : Claire Mann
- Danny Goldring : Ryan Kavanaugh

### Épisode 10: La vérité (True Enough)
- États-Unis : 19 octobre 2012

- États-Unis : 442 000 téléspectateurs[10]

- Francis Guinan : Gouverneur McCall Cullen
- David Pasquesi : Jack Bentley
- Gil Bellows : Vacarro
- Karen Aldridge : Dr. Ella Harris
- John Hoogenakker : State's Attorney Jeff Doyle
- Nicole Forester : Maggie Zajac
- Marin Ireland : Claire Mann
- James Vincent Meredith : Alderman William Ross
- Danny Goldring : Ryan Kavanaugh